# Johannes Hendrikus Viljoen
Johannes Hendrikus Viljoen (né le 15 octobre 1893 à Hoopstad dans l'état libre d'Orange et mort le 5 décembre 1957 à Pretoria en Union de l'Afrique du Sud) est un homme politique d'Afrique du Sud, membre du parlement pour les circonscriptions de Hoopstad (1933-1941) et de Vryburg (1948-1957), ministre des mines (1950-1953), de l'éducation des arts et des sciences (1950-1957), des affaires sociales (1953-1954), des forêts (1954-1956) et de la santé (1956-1957) dans les gouvernements Malan et Strijdom.

## Biographie
Fils de J.H. (Jan) Viljoen (1869-1955), un vétéran de la seconde guerre des Boers et de son épouse, M.J. (Lenie) Maré, J.H Viljoen fut successivement membre du parti national, du parti uni (1934-1941), du parti afrikaner (1941-1943) puis de nouveau du parti national.
Après avoir battu Theophilus Donges aux élections générales sud-africaines de 1938, J.H. Viljoen fut partisan de la neutralité de l'Afrique du Sud au moment du déclenchement de la Seconde Guerre mondiale et un fidèle soutien de James Barry Hertzog.
Âgé de 64 ans, alors qu'il est membre du gouvernement Strijdom, il meurt d'une longue maladie le 5 décembre 1957 et est enterré à Wesselsbron dans l'état libre d'Orange.